# Verizon 200 at the Brickyard
Verizon 200 at the Brickyard är ett stockcarlopp ingående i Nascar Cup Series som körs över 82 varv 200 miles (321,869 km) på road couse-slingan på Indianapolis Motor Speedway i Speedway i Indiana i USA. Loppet kördes 1994-2020 över 200 varv (400 miles, 643,737 km) på den 2,5 mile långa ovalbanan. Loppet har körts årligen sedan 1994 och ses som den näst mest prestigefyllda tävlingen i serien, efter Daytona 500. År 2020 och 2021 avgjordes Nascar Cup Series och Indycar samma helg.

## Tidigare namn
- Brickyard 400 (1994–2004, 2010-2011)
- Allstate 400 at the Brickyard (2005–2009)
- Crown Royal presents the Your Hero's Name Here 400 at the Brickyard powered by BigMachineRecords.com (2012–2014)
- Crown Royal presents the Your Hero's Name Here 400 at the Brickyard (2015–2016)
- Brantley Gilbert Big Machine Brickyard 400 (2017)
- Big Machine Vodka 400 at the Brickyard (2018-2019)
- Big Machine Hand Sanitizer 400 (2020)[4]

## Tidigare vinnare
| Säsong | Datum           | Nr | Förare             | Team                         | Konstruktör | Distans | Distans           | Tid     | Snitthastighet (mph) | Rapport |
| Säsong | Datum           | Nr | Förare             | Team                         | Konstruktör | Varv    | Miles (km)        | Tid     | Snitthastighet (mph) | Rapport |
| ------ | --------------- | -- | ------------------ | ---------------------------- | ----------- | ------- | ----------------- | ------- | -------------------- | ------- |
| 1994   | 6 augusti       | 24 | Jeff Gordon        | Hendrick Motorsports         | Chevrolet   | 160     | 400 (643,737)     | 3:01.51 | 131,932              | Rapport |
| 1995   | 5 augusti       | 3  | Dale Earnhardt     | Richard Childress Racing     | Chevrolet   | 160     | 400 (643,737)     | 2:34.38 | 155,218              | Rapport |
| 1996   | 3 augusti       | 88 | Dale Jarrett       | Robert Yates Racing          | Ford        | 160     | 400 (643,737)     | 2:52.02 | 139,508              | Rapport |
| 1997   | 2 augusti       | 10 | Ricky Rudd         | Rudd Performance Motorsports | Ford        | 160     | 400 (643,737)     | 3:03.28 | 130,828              | Rapport |
| 1998   | 1 augusti       | 24 | Jeff Gordon        | Hendrick Motorsports         | Chevrolet   | 160     | 400 (643,737)     | 3:09.19 | 126,770              | Rapport |
| 1999   | 7 augusti       | 88 | Dale Jarrett       | Robert Yates Racing          | Ford        | 160     | 400 (643,737)     | 2:41.57 | 148,288              | Rapport |
| 2000   | 5 augusti       | 18 | Bobby Labonte      | Joe Gibbs Racing             | Pontiac     | 160     | 400 (643,737)     | 2:33.56 | 155,918              | Rapport |
| 2001   | 5 augusti       | 24 | Jeff Gordon        | Hendrick Motorsports         | Chevrolet   | 160     | 400 (643,737)     | 3:03.30 | 130,790              | Rapport |
| 2002   | 4 augusti       | 9  | Bill Elliott       | Evernham Motorsports         | Dodge       | 160     | 400 (643,737)     | 3:11.57 | 125,033              | Rapport |
| 2003   | 3 augusti       | 29 | Kevin Harvick      | Richard Childress Racing     | Chevrolet   | 160     | 400 (643,737)     | 2:58.22 | 134,548              | Rapport |
| 2004   | 8 augusti       | 24 | Jeff Gordon        | Hendrick Motorsports         | Chevrolet   | 161a    | 402,5 (647,76)    | 3:29.56 | 115,037              | Rapport |
| 2005   | 7 augusti       | 20 | Tony Stewart       | Joe Gibbs Racing             | Chevrolet   | 160     | 400 (643,737)     | 3:22.03 | 118,782              | Rapport |
| 2006   | 6 augusti       | 48 | Jimmie Johnson     | Hendrick Motorsports         | Chevrolet   | 160     | 400 (643,737)     | 2:54.57 | 137,182              | Rapport |
| 2007   | 29 juli         | 20 | Tony Stewart       | Joe Gibbs Racing             | Chevrolet   | 160     | 400 (643,737)     | 3:24.28 | 117,379              | Rapport |
| 2008   | 27 juli         | 48 | Jimmie Johnson     | Hendrick Motorsports         | Chevrolet   | 160     | 400 (643,737)     | 3:28.29 | 115,117              | Rapport |
| 2009   | 26 juli         | 48 | Jimmie Johnson     | Hendrick Motorsports         | Chevrolet   | 160     | 400 (643,737)     | 2:44.31 | 145,882              | Rapport |
| 2010   | 25 juli         | 1  | Jamie McMurray     | Earnhardt Ganassi Racing     | Chevrolet   | 160     | 400 (643,737)     | 2:56.24 | 136,054              | Rapport |
| 2011   | 31 juli         | 27 | Paul Menard        | Richard Childress Racing     | Chevrolet   | 160     | 400 (643,737)     | 2:52.18 | 140,766              | Rapport |
| 2012   | 29 juli         | 48 | Jimmie Johnson     | Hendrick Motorsports         | Chevrolet   | 160     | 400 (643,737)     | 2:54.19 | 137,680              | Rapport |
| 2013   | 28 juli         | 39 | Ryan Newman        | Stewart-Haas Racing          | Chevrolet   | 160     | 400 (643,737)     | 2:36.22 | 153,485              | Rapport |
| 2014   | 27 juli         | 24 | Jeff Gordon        | Hendrick Motorsports         | Chevrolet   | 160     | 400 (643,737)     | 2:39.41 | 150,297              | Rapport |
| 2015   | 26 juli         | 18 | Kyle Busch         | Joe Gibbs Racing             | Toyota      | 164a    | 410 (659,831)     | 3:06.51 | 131,656              | Rapport |
| 2016   | 24 juli         | 18 | Kyle Busch         | Joe Gibbs Racing             | Toyota      | 170a    | 425 (683,971)     | 3:17.46 | 128,940              | Rapport |
| 2017   | 23 juli         | 5  | Kasey Kahne        | Hendrick Motorsports         | Chevrolet   | 167a    | 417,5 (671,901)   | 3:39.00 | 114,384              | Rapport |
| 2018   | 9 10 septemberb | 2  | Brad Keselowski    | Team Penske                  | Ford        | 160     | 400 (643,737)     | 3:06.35 | 128,629              | Rapport |
| 2019   | 8 september     | 4  | Kevin Harvick      | Stewart-Haas Racing          | Ford        | 160     | 400 (643,737)     | 3:20.06 | 119,443              | Rapport |
| 2020   | 5 juli          | 4  | Kevin Harvick      | Stewart-Haas Racing          | Ford        | 161a    | 402,5 (647,760)   | 3:16.05 | 123,162              | Rapport |
| 2021   | 15 augusti      | 15 | A. J. Allmendinger | Kaulig Racing                | Chevrolet   | 95a     | 231,705 (372,875) |         |                      | Rapport |

- ^a  – Loppet förlängt enligt Nascar:s regel om att ett lopp inte kan avgöras bakom säkerhetsbilen.
- ^b  – Loppet framskjutet från söndag till måndag på grund av ett oväder som följde i efterdyningarna av tropiska stormen Gordon.

### Förare med flera segrar
| Vinster | Förare         | År                           |
| ------- | -------------- | ---------------------------- |
| 5       | Jeff Gordon    | 1994, 1998, 2001, 2004, 2014 |
| 4       | Jimmie Johnson | 2006, 2008, 2009, 2012       |
| 3       | Kevin Harvick  | 2003, 2019, 2020             |
| 2       | Dale Jarrett   | 1996, 1999                   |
| 2       | Tony Stewart   | 2005, 2007                   |
| 2       | Kyle Busch     | 2015, 2016                   |

### Team med flera segrar
| Vinster | Team                     | År                                                         |
| ------- | ------------------------ | ---------------------------------------------------------- |
| 10      | Hendrick Motorsports     | 1994, 1998, 2001, 2004, 2006, 2008, 2009, 2012, 2014, 2017 |
| 5       | Joe Gibbs Racing         | 2000, 2005, 2007, 2015, 2016                               |
| 3       | Richard Childress Racing | 1995, 2003, 2011                                           |
| 3       | Stewart-Haas Racing      | 2013, 2019, 2020                                           |
| 2       | Robert Yates Racing      | 1996, 1999                                                 |

### Konstruktörer efter antal segrar
| Vinster | Konstruktör | År |
| ------- | ----------- | --- |
| 18      | Chevrolet   | 1994, 1995, 1998, 2001, 2003, 2004, 2005, 2006, 2007, 2008, 2009, 2010, 2011, 2012, 2013, 2014, 2017, 2021 |
| 6       | Ford        | 1996, 1997, 1999, 2018, 2019, 2020                                                                         |
| 2       | Toyota      | 2015, 2016                                                                                                 |
| 1       | Pontiac     | 2000 |
| 1       | Dodge       | 2002 |